# うずまき (1945年の映画)
『うずまき』（I Know Where I'm Going!）は、1945年のイギリスのロマンティック・コメディ映画。製作・監督・脚本はマイケル・パウエルとエメリック・プレスバーガー、出演はウェンディ・ヒラーとロジャー・リヴセイなど。結婚相手である大金持ちの老人が待っているスコットランドの孤島に向かった女性が、その手前で待たされる間に別の魅力的な男性と出会って迷いが生じる姿を描いている。邦題表記としては『渦巻』もある。

## キャスト
- ジョーン・ウェブスター: ウェンディ・ヒラー - 25歳のOL。大富豪ベリンジャーと婚約中。
- トークィル・マクニール: ロジャー・リヴセイ（英語版） - 休暇中の海軍士官。
- カトリオーナ・ポッツ: パメラ・ブラウン（英語版）
- ルーリ・モー: フィンレイ・カリー（英語版） - 渡航船の船頭。
- ウェブスター氏: ジョージ・カーニー（英語版） - ジョーンの父。
- レベッカ・クロジア: ナンシー・プライス（英語版） - 未亡人。
- ロビンソン夫人: キャサリン・レーシー（英語版） - ベリンジャーのおしゃべりな友人。
- 郵便局の女性: ジーン・キャデル（英語版）
- ジョン・キャンベル: ジョン・ローリー（英語版）
- ロビンソン氏: ヴァレンタイン・ディオール（英語版） - ベリンジャーの仕事仲間で友人。
- ロバート・ベリンジャー: ノーマン・シェリー（英語版）（声のみ） - ジョーンの婚約者。
- ブライディ: マーゴット・フィッツシモンズ - ルーリの娘。
- ケニー: マード・モリスン - ルーリの助手。ブライディの恋人。
- チェリル: ペトゥラ・クラーク - ロビンソン夫妻の早熟な娘。